# 二人班乡
二人班乡，是中华人民共和国黑龙江省鸡西市密山市下辖的一个乡镇级行政单位。

## 行政区划
二人班乡下辖以下地区：
红星村、边疆村、前哨村、爱国村、安定村、新兴村、安太村、安康村、二人班村、尚礼村、尚德村、尚志村、联城村、正阳村和集贤村。